# 떠이짜현
떠이짜현(베트남어: Huyện Tây Trà / 縣西茶)은 베트남 남중부 지방 꽝응아이성에 있던 현으로서 현청 소재지는 짜퐁사이며 면적은 340.47km2, 인구는 24,640명(2019년 기준)이었다.

## 역사
2003년에 짜봉현에서 분리되어 신설되었다. 2020년 1월 10일을 기해 다시 짜봉현에 통합되었다.

## 지리
동쪽으로는 짜봉현, 서쪽과 북쪽으로는 꽝남성 박짜미현, 남짜미현, 남쪽으로는 선떠이현, 선하현과 접하였다.

## 행정 구역
떠이짜현은 9사를 관할하였다.

### 사
- 짜케사 (Xã Trà Khê, 茶溪社)
- 짤라인사 (Xã Trà Lãnh, 茶嶺社)
- 짜냠사 (Xã Trà Nham, 茶岩社)
- 짜퐁사 (Xã Trà Phong, 茶豐社)
- 짜꾸언사 (Xã Trà Quân, 茶軍社)
- 짜타인사 (Xã Trà Thanh, 茶清社)
- 짜토사 (Xã Trà Thọ, 茶壽社)
- 짜쭝사 (Xã Trà Trung, 茶中社)
- 짜씬사 (Xã Trà Xinh, 茶生社)